# Alphonse Vandenpeereboom
Alphonse Louis François Xavier Vandenpeereboom (Ieper, 7 juni 1812 - Sint-Gillis, 10 oktober 1884) was een Belgisch liberaal politicus.

## Levensloop
Vandenpeereboom was de zoon van Louis Vandenpeereboom en Joséphine Hynderick. Hij bleef vrijgezel. Hij behoorde tot een uitgebreide en gevarieerde familie. Hij was een neef van Ernest Vandenpeereboom en een oom van Paul Vandenpeereboom en van minister Jules Vandenpeereboom. Hij was tevens een neef van minister Jules Malou en van bisschop Jean-Baptiste Malou.
Hij promoveerde in 1833 tot doctor in de rechten aan de Rijksuniversiteit Leuven en werd in 1834-1836 bediende in het Ministerie van Binnenlandse Zaken. Hij behoorde tot de medestichters van de Université Libre de Bruxelles. Hij werd vervolgens advocaat in Ieper.
In 1841 stichtte hij de openbare bibliotheek van Ieper en was er bibliothecaris tot in 1860. In 1842 werd hij bestuurslid van het stadsmuseum. Van 1842 tot 1848 was hij provincieraadslid van West-Vlaanderen voor het kanton Haringe. Ook nog in 1842 werd hij gemeenteraadslid en schepen van Ieper, om van 1859 tot 1861 burgemeester te zijn. In de periode van 1843 tot 1859 was hij eveneens kapitein-commandant van de brandweer van Ieper. In 1848 werd hij voor de Liberale Partij verkozen tot lid van de Kamer van volksvertegenwoordigers voor het arrondissement Ieper en vervulde dit mandaat tot in 1876. 
Vandenpeereboom was van 1861 tot 1867 minister van Binnenlandse Zaken in de Regering-Rogier II. Van hem is de uitspraak "In Vlaanderen Vlaams!"; hij besloot hiermee de toespraak die hij in 1862 als minister te Verrebroek hield bij de inhuldiging van het bronzen borstbeeld voor Philip Verheyen. Als minister nam hij ook een aantal maatregelen ten gunste van Vlaamse letterkunde, muziek en toneel en in 1864 voerde hij de gemeenschappelijke Nederlands-Belgische spelling voor het Nederlands in, die opgesteld was door Matthias de Vries.
In 1868 werd hij benoemd tot minister van Staat.

## Publicaties

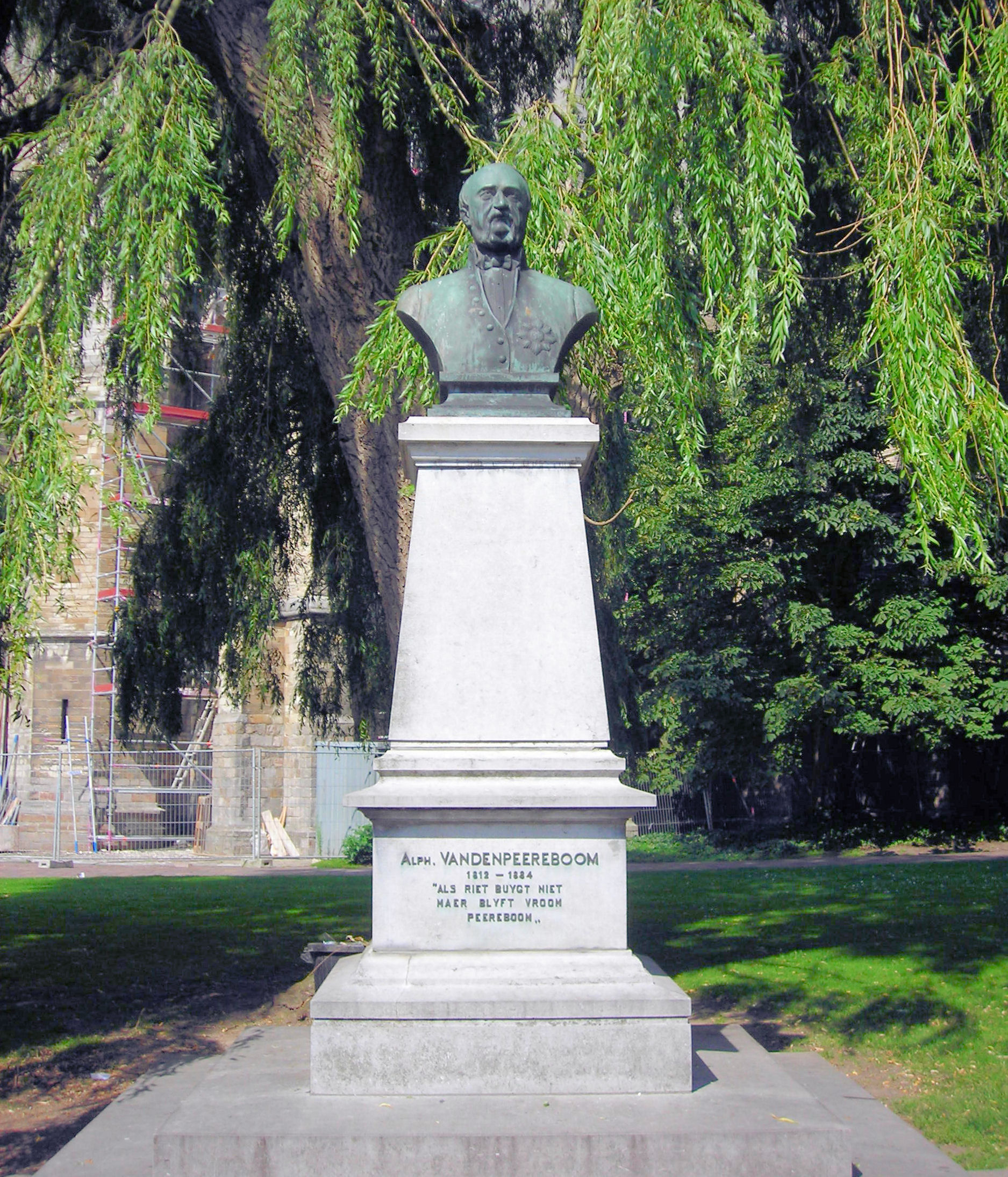
standbeeld voor Vandenpeereboom in Ieper

Na zijn politieke carrière legde hij zich toe op de studie van de geschiedenis van zijn geboortestad Ieper. De neerslag van dit onderzoek verscheen in de zevendelige boekenreeks Ypriana (Brugge, 1878-1883). Daarnaast publiceerde hij talrijke artikelen in historische tijdschriften, met name in de Annales de la Société historique d'Ypres, waarvan hij medestichter was.
Hij was een ijverig verzamelaar van handschriften, munten en penningen. Bij zijn overlijden ging zijn verzameling naar de stad Ieper, waar ze ondergebracht werd in het stedelijk museum, het stadsarchief en de stadsbibliotheek. Dit alles ging veertig jaar later tijdens de Eerste Wereldoorlog verloren. In 1892 kreeg hij als dank voor zijn verdiensten een eigen standbeeld op het toenmalige Petite Place. Dit werd vervangen in 1951 door een buste op het plein dat tegenwoordig zijn naam draagt.
Ook was hij vanaf 1879 lid van de Koninklijke Academie voor Wetenschappen, Letteren en Schone Kunsten. Zijn wapenspreuk luidde: "Als riet buygt niet maer blijft vroom pereboom."